# Movimiento Contra La Tortura Sebastián Acevedo

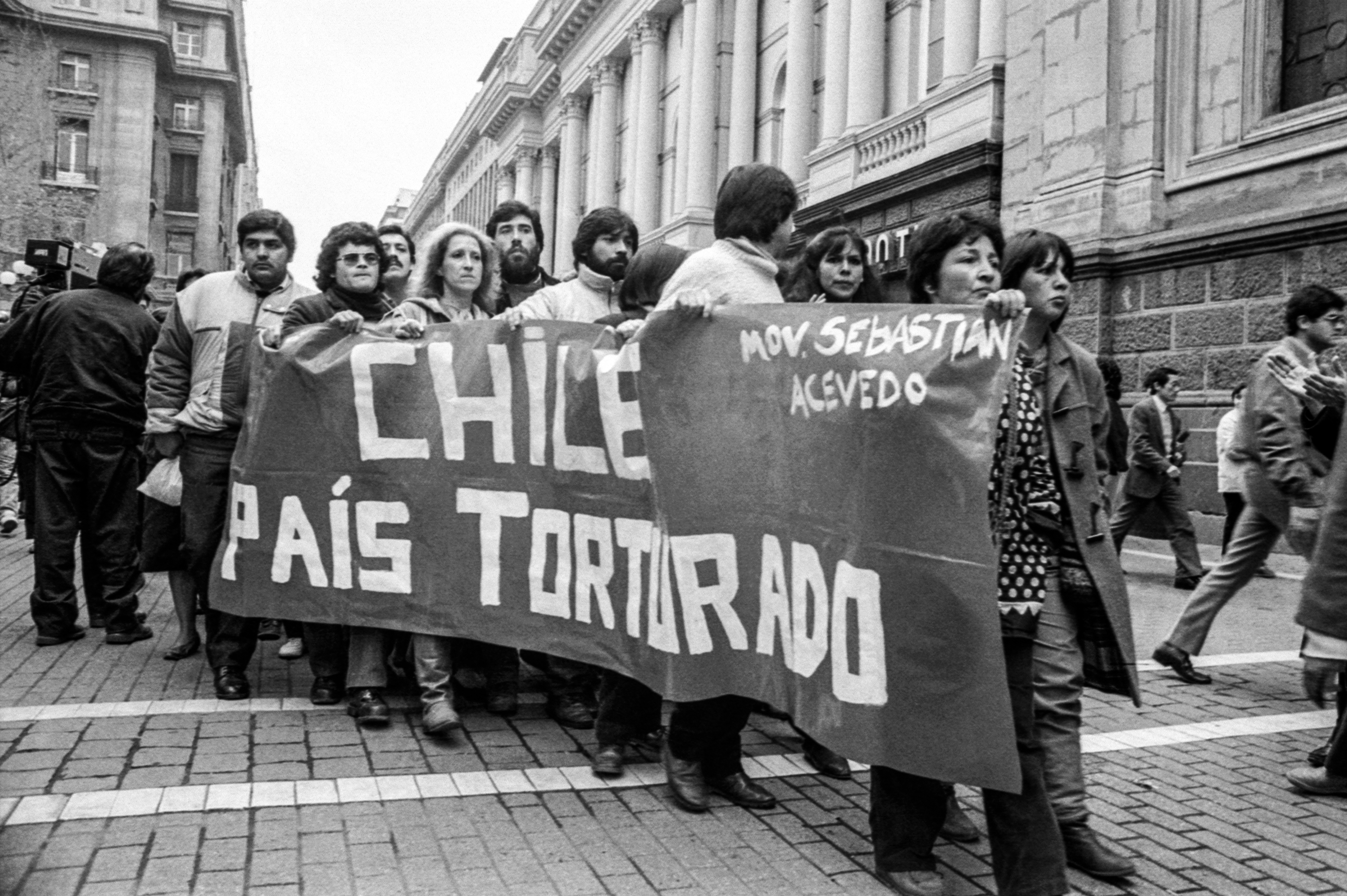
Manifestación de la agrupación «Movimiento contra la tortura Sebastián Acevedo» en Santiago (1987). Imagen del fotógrafo Paulo Slachevsky

El Movimiento Contra la Tortura Sebastián Acevedo es una agrupación de denuncia sobre las violaciones a los derechos humanos, nacido durante la dictadura militar (1973-1990) de Chile en 1983.
Su nombre se debe al obrero Sebastián Acevedo, quien en 1983 se inmoló en la Plaza de la Independencia de Concepción, en señal de protesta por la detención y tortura de sus hijos, María Candelaria y Galo Fernando Acevedo Sáez, por la Central Nacional de Informaciones (CNI) de Augusto Pinochet. El caso de Acevedo está consignado en el Informe Rettig como una víctima de la violencia política de la época.

## Orígenes

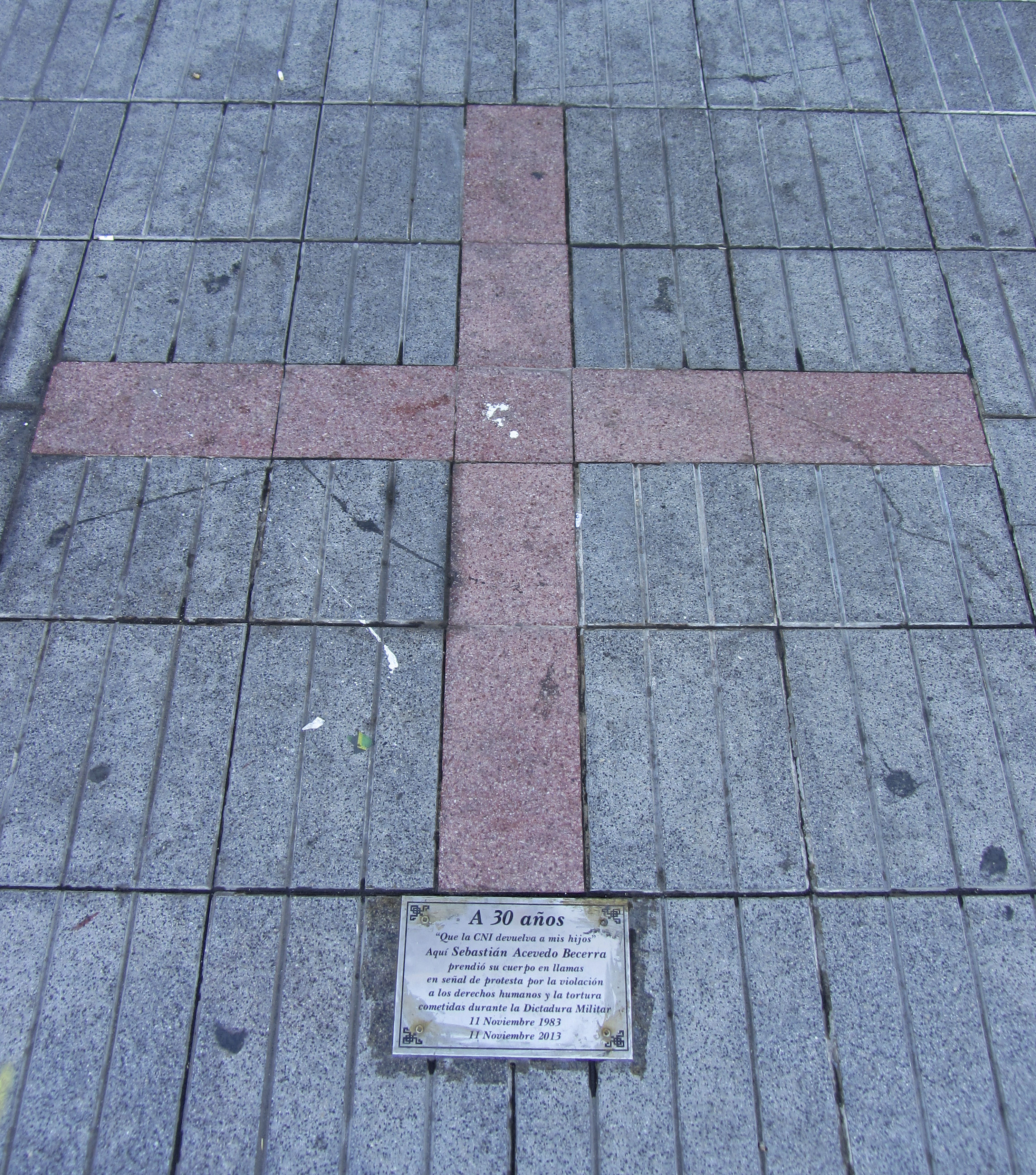
Cruz y placa en homenaje a Sebastián Acevedo en la entrada de la Catedral de la Santísima Concepción, en la ciudad chilena de Concepción.

Tiene sus bases en el Equipo Misión Obrera (EMO), una comunidad cristiana de reflexión creado en los años 1960 por sacerdotes chilenos y extranjeros, curas obreros, religiosas, laicos, agentes pastorales y jóvenes.
Afectados por la auto-inmolación de Sebastián Acevedo en Concepción en noviembre de 1983, se decide nombrar este grupo de protesta no-violento como «Movimiento Contra la Tortura Sebastián Acevedo», el cual se convierte en una organización pluralista que interpela la práctica de la tortura en el país. Sus actos no-violentos llamarán la atención a la opinión pública chilena de la época sobre la práctica sistemática de la tortura en los centros de detención legales e ilegales de la dictadura.

## Organización

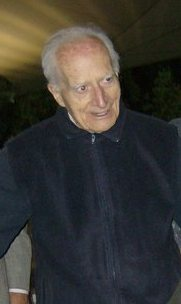
Sacerdote jesuita José Aldunate, coordinador y vocero del «Movimiento contra la tortura Sebastián Acevedo»

El grupo fue guiado por el sacerdote jesuita José Aldunate y lo integraron sacerdotes, religiosas y laicos, adscritos o no a partidos políticos. Las acciones eran planificadas por el Equipo Coordinador, que transmitían en Plan y el lugar de encuentro a sus colaboradores, que atraían a sus respectivos equipos de trabajo. Una vez concluidas las acciones, se realizaba una Asamblea de Evaluación para corregir errores y trazar líneas futuras.
El grupo ha pasado por distintas etapas:
- 14 de septiembre de 1983[1] a septiembre de 1987: Estructura jerarquizada, dirigido por un grupo directivo, el "Equipo Coordinador", electo democráticamente. Predominio de la influencia de los fundadores del Movimiento.
- Septiembre de 1987 a 12 de mayo de 1990:[1] Democratización horizontal, con la toma de decisiones radicado en la "Asamblea de Evaluación". Predominio en el asambleísmo de grupos de presión radicalizados no creyentes en el Cronograma de democratización del Gobierno Militar, como algunos militantes del MIR.
- 1990 a la fecha: mantiene su organización interna basada en una democracia horizontal en la toma de decisiones y evaluación de las acciones de denuncia contra la tortura, la guerra, la violencia de Estado contra actores sociales que ha seguido realizando hasta la fecha.

## Activismo y denuncia
Su primera acción pública se desarrolló el 14 de septiembre de 1983, cuando un grupo de 70 personas se reunió para denunciar la existencia de un cuartel ilegal de la CNI en el N° 1470 de la calle Borgoño, que hoy se conoce como el sitio de memoria Cuartel Borgoño. Los manifestantes desplegaron un lienzo escrito con la frase "¡AQUI SE TORTURA!" mientras se sentaban en la calle.
A los pocos días, en noviembre, la prensa nacional y extranjera difundió las imágenes y el testimonio de la inmolación de Sebastián Acevedo; esto le dio el nombre al movimiento.

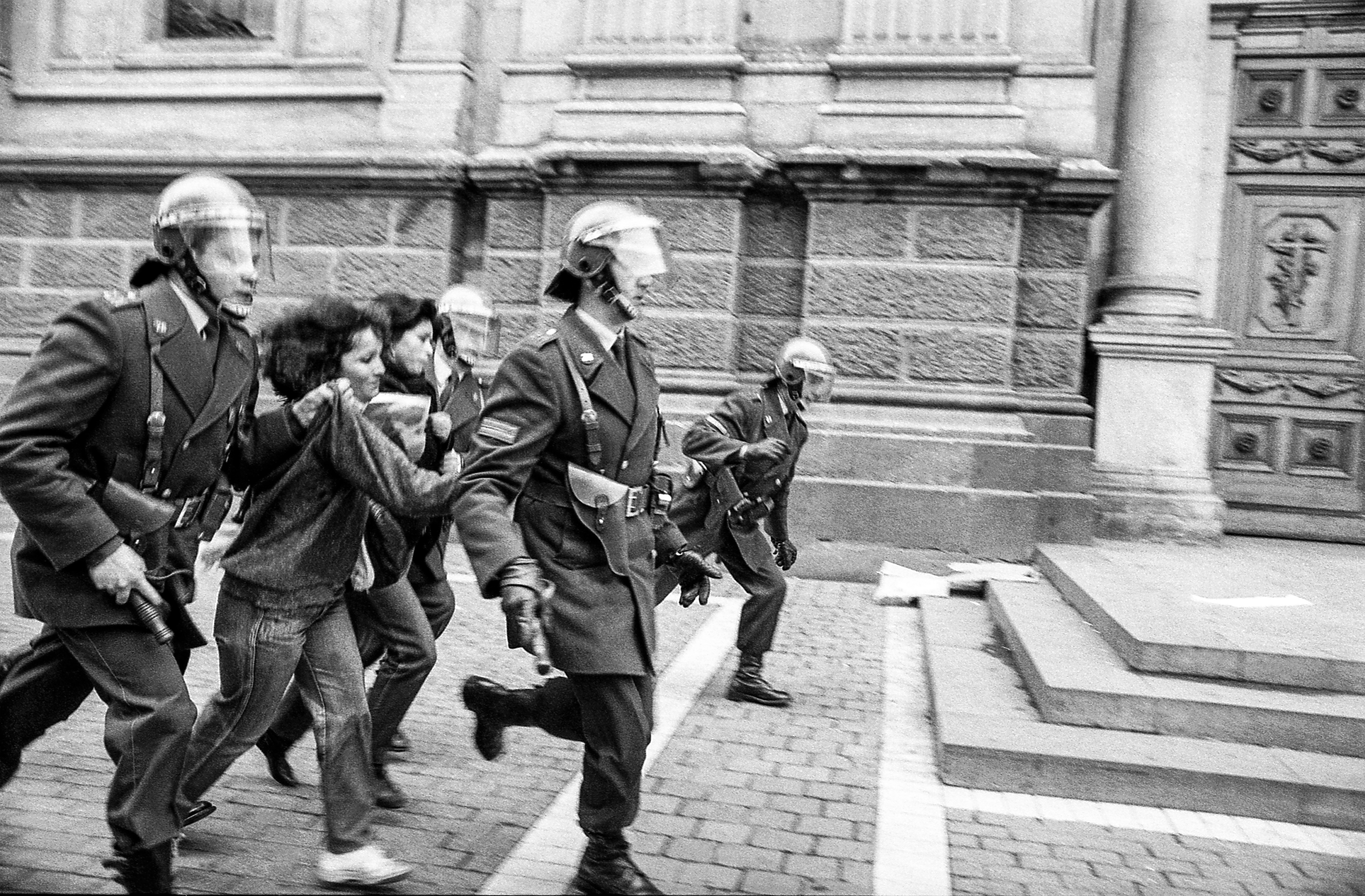
Manifestación de la agrupación «Movimiento contra la tortura Sebastián Acevedo» en Santiago (1987). Imagen del fotógrafo Paulo Slachevsky

### Metodología de denuncia
- Operativos colectivos o "Acciones".
- Declaraciones a la opinión Pública (En colusión con la prensa independiente).
- Distribución masiva de cartas a personajes, instituciones o personas, con información sobre centros de detención ilegales donde existía tortura física y sicológica.
- Acciones de felicitaciones o "Aplausos": al Colegio Médico, a las Revistas Análisis y Fortín Mapocho, al juez René García Villegas.
- Realización de liturgias y vigilias destinadas a rogar por la vida y la libertad de los prisioneros políticos.

### Acciones
Las acciones eran actividades colectivas de denuncia, en grupos variables, de 5 a 7 minutos de duración, frente a cuarteles ilegales de detención, el interior y exterior de templos religiosos, tribunales de justicia y otras instituciones públicas. 
Las acciones tenían 5 elementos comunes que le caracterizaban:
- El Lienzo, extendido con una leyenda acusatoria. v.gr. "aquí se Tortura"
- la Denuncia Verbal, expresada en una letanía o guion hablado con interacción de un guía y respuestas del coro.
- El Canto del himno: "Yo te nombro Libertad".
- la detención del tráfico, para llamar la atención de los transeúntes.
- La espera de la Policía, que llevaba algunos miembros del Movimiento detenidos, a quienes acompañaban voluntariamente otros participantes. Esto causaba el "hecho policíaco" necesario para aparecer en la prensa.

Posterior a las acciones venía una reunión inmediata de catarsis y reagrupamiento llamada "Asamblea de Evaluación".
Hasta 1990 el MCTSA había realizado unas 180 "acciones" de denuncia.

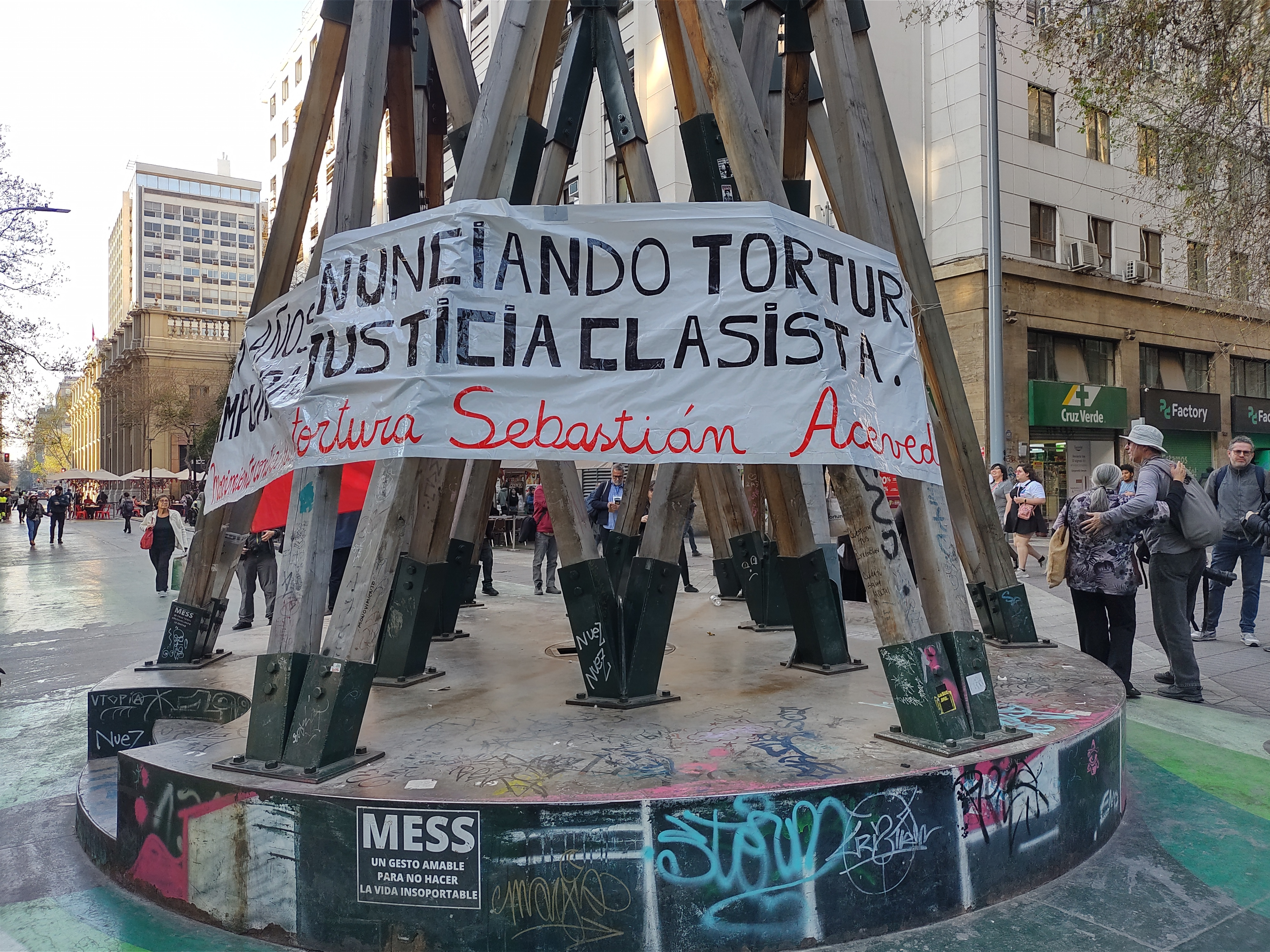
Conmemoración Aniversario N° 41 en Paseo Bandera, Santiago

Entre las actividades más recientes se cuenta la de rechazo a la implementación de la Ley 21.560, conocida también como "Ley Naín Retamal".

### Himno
Durante prácticamente todas las manifestaciones del grupo se entonaba la canción «Yo te nombro, libertad», de Gian Franco Pagliaro.

## Disolución
Tras el término de la dictadura militar y la asunción de la presidencia del civil Patricio Aylwin el 11 de marzo de 1990, el Movimiento entra a deliberar sobre el destino del mismo. Surgen 3 posturas:
- Disolución inmediata, considerando terminado su objetivo.
- Continuidad tal cual, considerando que la tortura se seguía practicando.
- Continuidad, con un cambio de objetivos.

Se realizó un ejercicio de deliberación ignaciano en el grupo, guiado por un sacerdote jesuita externo. Al no haber consenso entre las 2 primeras posturas, se tomó la opción de dar Libertad de acción, para los que deseasen retirarse y para quienes desearan continuar.